# Zeus (Marvel Comics)
Pour l’article homonyme, voir Zeus (homonymie).
Zeus (Zeus Panhellenios) est une divinité évoluant dans l'univers Marvel de la maison d'édition Marvel Comics. Créé par le scénariste Stan Lee et le dessinateur Jack Kirby, le personnage de fiction apparaît pour la première fois dans le comic book Venus (en) #5 publié en juin 1949 par Timely Comics.
Le personnage est par la suite repris par Marvel et apparaît dans le comic book Journey into Mystery Annual #1 en 1965, devenant l'un des antagonistes des aventures du dieu asgardien et super-héros Thor, apparaissant également dans les aventures de son fils (et super-héros) Hercule.
Le personnage de Zeus est basé sur la divinité du même nom de la mythologie grecque, le chef des dieux de l'Olympe.
Zeus sera adapté dans l'univers cinématographique Marvel et apparaîtra dans le film Thor: Love and Thunder sous les traits de l'acteur Russell Crowe.

## Biographie du personnage

### Origines
Zeus est le fils des Titans Cronos et Rhéa, eux-mêmes enfants du dieu du ciel Ouranos et de la déesse Mère Gaea. Cronos vint au pouvoir dans la dimension de l'Olympe, où il blessa mortellement son père Ouranos. Ce dernier prophétisa que le Titan sera à son tour défait par sa propre progéniture. Aussi, à chaque naissance d'un de ses enfants, Cronos le faisait emprisonner au Tartare, une région reculée des enfers gouvernés par Hadès.
Terrifiée, Rhéa cacha sa sixième grossesse et donna naissance à Zeus sur le Mont Lycaeum, en Arcadie (la Grèce actuelle). L'enfant fut élevé par de jeunes déesses et des bergers sur l'île de Crète.
Parvenu à l'âge adulte, Zeus partit délivrer ses frères et sœurs, ainsi que les cyclopes et les géants descendants de Cronos. Ensemble, ils déclarèrent la guerre à Cronos et capturèrent presque tous les Titans. À la fin du conflit, Zeus devint le chef du Panthéon grec et épousa Héra (sa sœur). Il partagea le royaume avec ses frères, conservant le domaine du ciel et eut de multiples liaisons à chaque visite sur Terre (le demi-dieu Hercule en fait partie).
Lors de l'essor de la civilisation grecque, Zeus décida de se faire connaître de l'Humanité, pour que les Olympiens soient vénérés. Sur le Mont Olympe, Zeus et sa fille Athéna rencontrèrent Zuras le chef des Éternels. Il fut décidé que Zuras, sa fille Azura et les siens représentent et remplacent les dieux lors de leur absence.
Quand le Christianisme se propagea, Zeus décida qu'il était temps que les dieux quittent les affaires des mortels. La seule exception fut Poséidon, libre de veiller discrètement sur Atlantis.
Il y a un millénaire, un fils de Zeus, Hercule, rencontra Thor. Cela provoqua une guerre entre Asgardiens et Olympiens, vite transformée en alliance pour défendre la Terre contre les Célestes. Zeus et Odin restèrent alliés jusqu'à la mort de ce dernier.

### Période contemporaine
C'est Zeus qui exila Hercule et provoqua donc sa rencontre avec les Vengeurs. Le demi-dieu, fidèle à son père, sauva quand même les Olympiens des plans de Typhon (en). Zeus empêcha ensuite son frère Pluton de conquérir la Terre.
Plus tard, il fut renversé par Arès, et remonta sur son trône grâce aux Vengeurs. Se sentant responsable face aux mortels, Zeus accepta de céder une portion de son pouvoir pour faire revivre Odin et les Asgardiens, vaincus par les Célestes.
Au début du XXIe siècle, l'Olympe fut attaqué par les forces du dieu maléfique Amatsu-Mikaboshi qui venait de kidnapper Alex le fils d'Arès, pour en faire son dieu guerrier. Dans le conflit, Zeus fut tué, mais son sacrifice permit au jeune garçon de tuer le dieu japonais. Le corps de Zeus disparut.

### Renaissance
En 2009, dans la série Incredible Hercule, Zeus fait son retour.
Il avait en fait été récupéré par Pluton et piégé dans Hadès, victime d'un procès truqué. Hercule traversa l'enfer pour le sauver. Inculpé, le dieu but les eaux du fleuve Lethé pour perdre la mémoire et renoncer à son trône. L'effet fut toutefois différent, et Zeus ressuscita sous la forme d'un jeune adolescent, protégé des griffes de Héra par Athéna et Hercule.
Zeus et Héra furent tués par Typhon (en), l'allié de Héra (elle voulait détruire la réalité).

## Pouvoirs et capacités
Zeus fait partie de la race des Olympiens, dans les comics Marvel une race extra-dimensionnelle proche de celle des Asgardiens. Il possède des attributs physiques similaires aux autres membres de la race des dieux olympiens, notamment des tissus corporels trois fois plus denses qu'un être humain normal, ainsi qu'une immortalité relative. Il est également doté de la capacité de manipuler de vastes quantités d’énergies mystiques, à un niveau supérieur à celui de n’importe quel autre dieu de l’Olympe.
Maître du ciel, Zeus peut contrôler le climat et projeter des arcs de foudre destructeurs avec une grande précision (ce qui est devenu à la longue sa signature). C'est aussi un excellent combattant à mains nues, possédant dans ce domaine une expérience de plusieurs millénaires.
- Zeus possède une résistance aux blessures et une endurance surhumaines. Il est aussi doté d'une force surhumaine lui permettant de soulever (ou d'exercer une pression équivalente à) 90 tonnes, sans tenir compte qu'il peut utiliser ses autres pouvoirs pour augmenter sa force. Sa force de base est bien supérieure à celle de la majorité des autres Olympiens ; seul son fils Hercule le surpasse en force brute[3].
- Il est virtuellement immortel, dans le sens où il n’a pas vieilli après avoir atteint l’âge adulte. Il est également immunisé contre toutes les maladies terrestres[3].
- Il ne peut pas être tué par des moyens conventionnels. Ce n’est qu’en détruisant ou dispersant son énergie vitale mystique qu’il est possible de le tuer et, même dans ce cas, un dieu doté des mêmes pouvoirs — comme Odin — serait capable de le ramener à la vie[3].

Zeus peut utiliser son pouvoir mystique avec une grande variété d’effets, dont seuls quelques-uns sont connus, notamment : augmenter temporairement ses facultés physiques surhumaines, projeter de puissantes décharges d’énergie électrique, modifier son apparence ou sa taille, ouvrir ou fermer des portails interdimensionnels et accorder des capacités ou des propriétés surhumaines à des êtres vivants ou inanimés.
Il dispose aussi d'une capacité de précognition limitée (qui s’exprimait durant l’Antiquité par l’oracle de Dodone), ce qui lui permet d’entrevoir plusieurs futurs alternatifs. Par exemple, il était capable de se « souvenir » de la brève guerre entre les Olympiens et les Asgardiens au cours de la Guerre de Troie, bien que ce conflit se soit déroulé plusieurs siècles avant la guerre des dieux.
Depuis l’Olympe, il peut projeter son énergie, son image et sa voix vers la Terre. Il peut également contrôler dans une certaine mesure les énergies vitales mystiques des autres Olympiens. Par exemple, il a dans le passé et à plusieurs reprises supprimé, puis restauré l’essentiel des attributs divins de son fils Hercule.
Au combat, Zeus utilise des armures et des armes virtuellement indestructibles, forgées en adamantine par le forgeron des dieux Héphaïstos.